# Anthurium mancuniense
Anthurium mancuniense là một loài thực vật có hoa trong họ Ráy (Araceae). Loài này được C.D.Adams miêu tả khoa học đầu tiên năm 1971.